# Kashinath Trimbak Telang
Kashinath Trimbak Telang (20 août 1850, Bombay - 1er septembre 1893, Bombay) est un indianiste et juge indien à la Haute Cour de Bombay.

## Jeunesse et éducation
Telang est né dans une famille brahmane Gaud Saraswat. À l'âge de cinq ans, Telang est envoyé à l'école vernaculaire d'Amarchaud Wadi et, en 1859, il entre au lycée de Bombay qui porte le nom de Mountstuart Elphinstone. C'est là qu'il subit l'influence de Narayan Mahadev Purmanand, un professeur doté d'un grand intellect et d'une grande force de caractère, qui devient par la suite l'un des amis les plus intimes de Telang.
En tant qu'étudiant, il remporte la bourse Bhugwandas en sanskrit, et peut poursuivre des études approfondies dans cette langue. De cette école, il passe au Elphinstone College, dont il devient membre, et après avoir obtenu les diplômes de MA et LL. B., décide de suivre l'exemple de Bal Mangesh Wagle, le premier Indien admis par les juges à exercer du côté originel de la Haute Cour, un poste plus proche du statut d'avocat que de vakil ou de plaideur. Il réussit l'examen et est inscrit en 1872.

## Carrière

### Carrière juridique
Avocat de profession à la Haute Cour, il prend également une part active aux travaux littéraires, sociaux, municipaux et politiques, ainsi qu'aux affaires de l'Université de Bombay, qu'il préside en tant que vice-chancelier de 1892 jusqu'à sa mort. Ses connaissances et ses autres dons lui valent rapidement une vaste pratique. Il maîtrise parfaitement la langue anglaise et sa connaissance intime du sanskrit lui permet d'étudier et de citer les livres de droit hindous avec une aisance que les avocats européens n'atteignaient pas facilement. Il est l'un des avocats de la défenderesse, Rukhmabai, dans la célèbre demande de restitution des droits conjugaux intentée par son mari. Telang, trouvant sa carrière assurée, décline une offre d'emploi officiel. Mais en 1889, il accepte un siège à la Haute Cour, où ses jugements sont reconnus comme faisant autorité, notamment sur le droit hindou.

### Éducateur
Il est syndic de l'université à partir de 1881 et vice-chancelier de 1892 jusqu'à sa mort. Cette année-là, il est également élu président de la branche de Bombay de la Royal Asiatic Society. Ces deux fonctions n’avaient jamais été occupées auparavant par un natif de l’Inde. La décoration du CIE qui lui est conférée lors des honneurs d'anniversaire de 1884 est une reconnaissance de ses services en tant que membre de la Commission Hunter nommée par le gouvernement colonial pour s'occuper du système éducatif de l'Inde.

### Politique
Telang s'engage en politique de 1872 à 1889. Il est nommé au conseil législatif de Bombay en 1884, mais décline un poste similaire au conseil du vice-roi. Lui et ses collègues avocats de Bombay, Pherozeshah Mehta et Badruddin Tyabji, sont les fondateurs de la Bombay Presidency Association. Il est secrétaire du comité d'accueil pour la réunion inaugurale du Congrès national indien en 1885.

### Érudit sanskrit
Sa traduction de la Bhagavad-Gita en prose et en vers anglais est un ouvrage de référence, disponible dans la compilation monumentale de Max Müller, les Livres sacrés de l'Orient, volume 8, sous le titre Bhagavadgita avec le Sanatsugâtiya et l'Anugitâ (publié en 1882). Il faut également souligner sa publication, en 1884, de la pièce historique en sanskrit, Mudrarakshasa de Vishakhadatta, sous les auspices du ministère de l'Éducation et du dépôt central de livres du gouvernement à Bombay. Il critique l'hypothèse d'Albrecht Weber selon laquelle l'histoire du Ramayana aurait été influencée par les épopées homériques. Tout en se consacrant aux classiques sacrés des hindous, Telang n'a pas négligé sa propre littérature vernaculaire, la littérature marathi, enrichie par sa traduction de Nathan le Sage de Lessing et un essai sur le compromis social.

## Travaux
- The Bhagavadgîtâ With the Sanatsugâtîya and the Anugîtâ (1882)
- Rise of the Maráthá Power (1900)
- Mudrarakshasa With the Commentary of Dhundiraja (1915)